# Ahu (Isola di Pasqua)

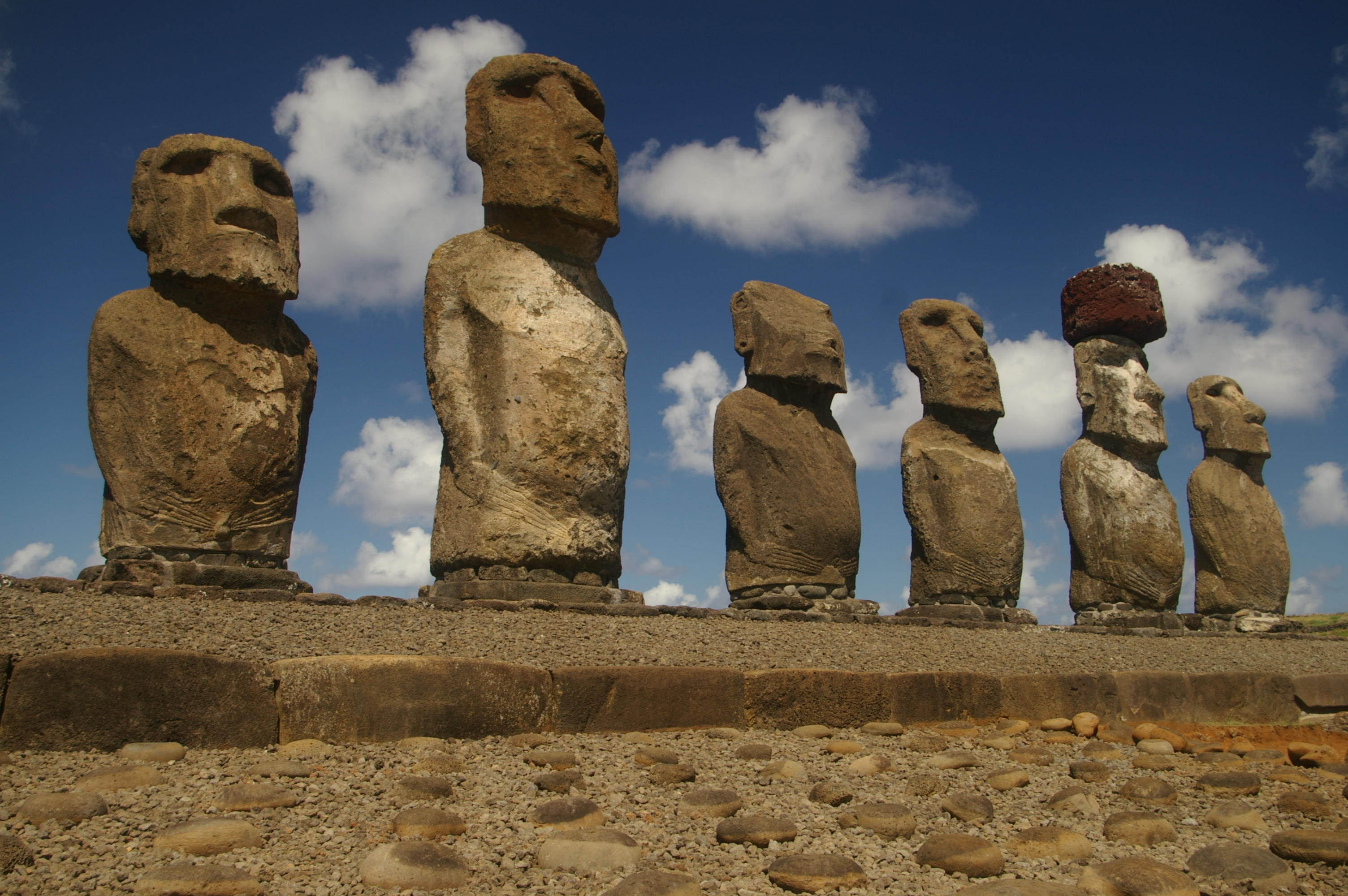
Ahu tongariki: un particolare esempio di ahu a 15 moai

L'ahu è una piattaforma cerimoniale dell'Isola di Pasqua, nonché centro politico, sociale e (soprattutto) religioso delle varie tribù che vivevano nell'isola. 
Era un luogo in cui si svolgevano molti raduni: Cerimonie, riti funebri, feste per i raccolti agricoli e la distribuzione del cibo
Erano anche luoghi sacri dedicati al culto degli antenati. Il complesso è dotato di alto potere spirituale (mana) e di inviolabilità (tapu),
Ha una somiglianza con i templi polinesiani chiamati "marae" ma solo che nell'isola queste piattaforme sono più "megalitiche".
Finora, 255 Ahu sono noti per essere stati in diversi stati di conservazione sull'isola di Pasqua, 164 dei quali con una o più sculture.

## Descrizione e tipi di ahu
Una prima, anche se molto imprecisa descrizione dell'edificio fu fornita da James Cook alla fine del XVIII secolo:
“Alcune di queste piattaforme in mattoni sono lunghe 30 o 40 piedi, larghe 12 o 16 piedi e alte 3-12 piedi. Dipende dal terreno a questo riguardo, poiché di solito si trovano sul bordo di una panchina rivolta verso il mare in modo che la parte anteriore appaia alta 10-12 piedi e un'altra non più alta 3 o 4 piedi. Sono costruiti, o meglio ricoperti, con pietre squadrate di notevoli dimensioni e l'esecuzione è come il più bel pezzo di pietra piatta che abbiamo in Inghilterra. Non avevano bisogno di alcun tipo di cemento eppure le giunture sono estremamente strette, le pietre sono assemblate e incastonate in modo molto artistico. Le pareti laterali non sono verticali, ma leggermente inclinate verso l'interno, allo stesso modo in cui si costruiscono i parapetti in Europa, ma nessuna di queste cure, lavoro e maestria è riuscita a per preservare questa strana costruzione dalle tracce del tempo che consuma tutto. Le statue, o almeno molte di esse, vengono erette su queste piattaforme. Per quanto abbiamo potuto giudicare, finiscono a circa metà della loro lunghezza in una specie di ceppo nel terreno su cui si trovano".

-James Cook
Non è stato fino al XX secolo che gli scienziati hanno cercato di esaminare più da vicino il metodo di costruzione. Katherine Routledge, che ha visitato l'Isola di Pasqua ai tempi della prima guerra mondiale, divide le piattaforme cerimoniali in quattro tipi di costruzione in base al tipo di costruzione e all'estensione delle attrezzature (l'ordine è in linea di principio valido ancora oggi, ma i ricercatori successivi hanno in alcuni casi effettuato ulteriori suddivisioni): 
- "Ahu rettangolare" Sono piattaforme di pietra basse rettangolari, costruite semplicemente, senza statue, forse la forma originale dell'isola di Pasqua.
- "Ahu Moai" con statue colossali il disegno più comune e più grande
- "Ahu semipiramidale" strutture fatte di pietre non lavorate, di cui circa 50 si trovano sull'isola di Pasqua. Hanno la forma di una piramide a tre lati molto bassa, allungata. Gli esemplari più grandi sono lunghi circa 45 me alti poco più di 3 m, con una o più camere sepolcrali. In alcuni casi, frammenti di statue abbandonate sono incorporati nella costruzione.
- "Ahu Poe Poe" con una pianta ovale appuntita a forma di canoa, la prua e la poppa sono leggermente rialzate. Una o due camere tombali rivestite in pietra sono incorporate lungo l'asse longitudinale. Il design è disponibile in 7 modelli, nessuno dei quali ha statue. Un esemplare ben conservato a ovest di Anakena è lungo circa 20 me alto 4 m.

È controverso se una sequenza cronologica della loro costruzione possa essere letta da questa classificazione delle strutture. Routledge considera l'ahu rettangolare, di semplice costruzione, senza statue come il più antico e l'ahu Poe Poe come la forma più giovane (forse costruita dopo l'influenza europea). Secondo i ritrovamenti più recenti, i due ultimi tipi sono principalmente ossari per la loro destinazione d'uso e provengono dalla fase tarda della cultura dell'Isola di Pasqua.
La forma di gran lunga più comune e meglio ricercata scientificamente è l'ahu con le statue (immagine ahu). Consiste di una piattaforma rialzata e illusa di pietre che è riempita all'interno di terra e detriti. Su alcune piattaforme, come ad a Vinapu, la muratura delle coperture è costituita da grandi blocchi, lavorati artisticamente e accuratamente montati (muro megalitico), con sistemi più semplici sono state utilizzate solo pietre allo stato naturale. È evidente che la parete posteriore rivolta verso il mare è spesso disposta più accuratamente rispetto al resto della muratura. Le pietre sono incastonate senza malta, la malta era sconosciuta sull'Isola di Pasqua. Pesanti lastre di pietra ovali sono posizionate nella parte superiore della piattaforma e fungono da fondamenta per le enormi statue di pietra. I moai, che possono pesare fino a 40 tonnellate e sono incuneati solo con piccole pietre alla base, salgono da questa con le spalle al mare.
Le piattaforme su cui poggiano le figure sono spesso estese sui lati da ali laterali leggermente più basse in pietra. La loro funzione è sconosciuta, probabilmente servivano solo a scopi rappresentativi per far sembrare l'edificio più potente. Alcuni sistemi raggiungono così una lunghezza totale fino a 145 metri.

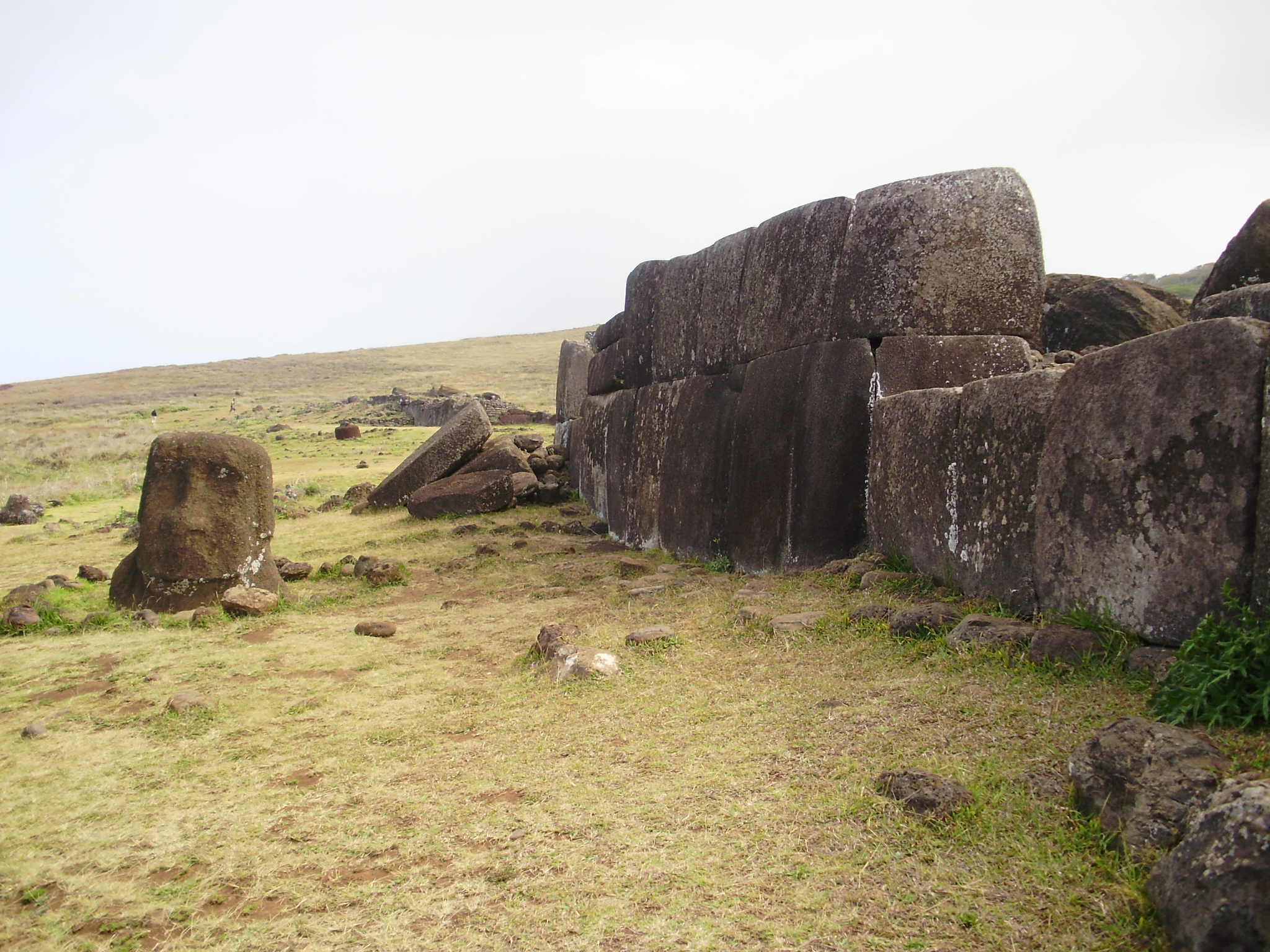
Ahu Vinapu

Una rampa in terra, spesso pavimentata, conduce alla piattaforma per tutta la sua lunghezza. In alcuni complessi, "i poro" (ciottoli rotolanti) sporgono dalla pavimentazione, probabilmente solo come elemento decorativo.

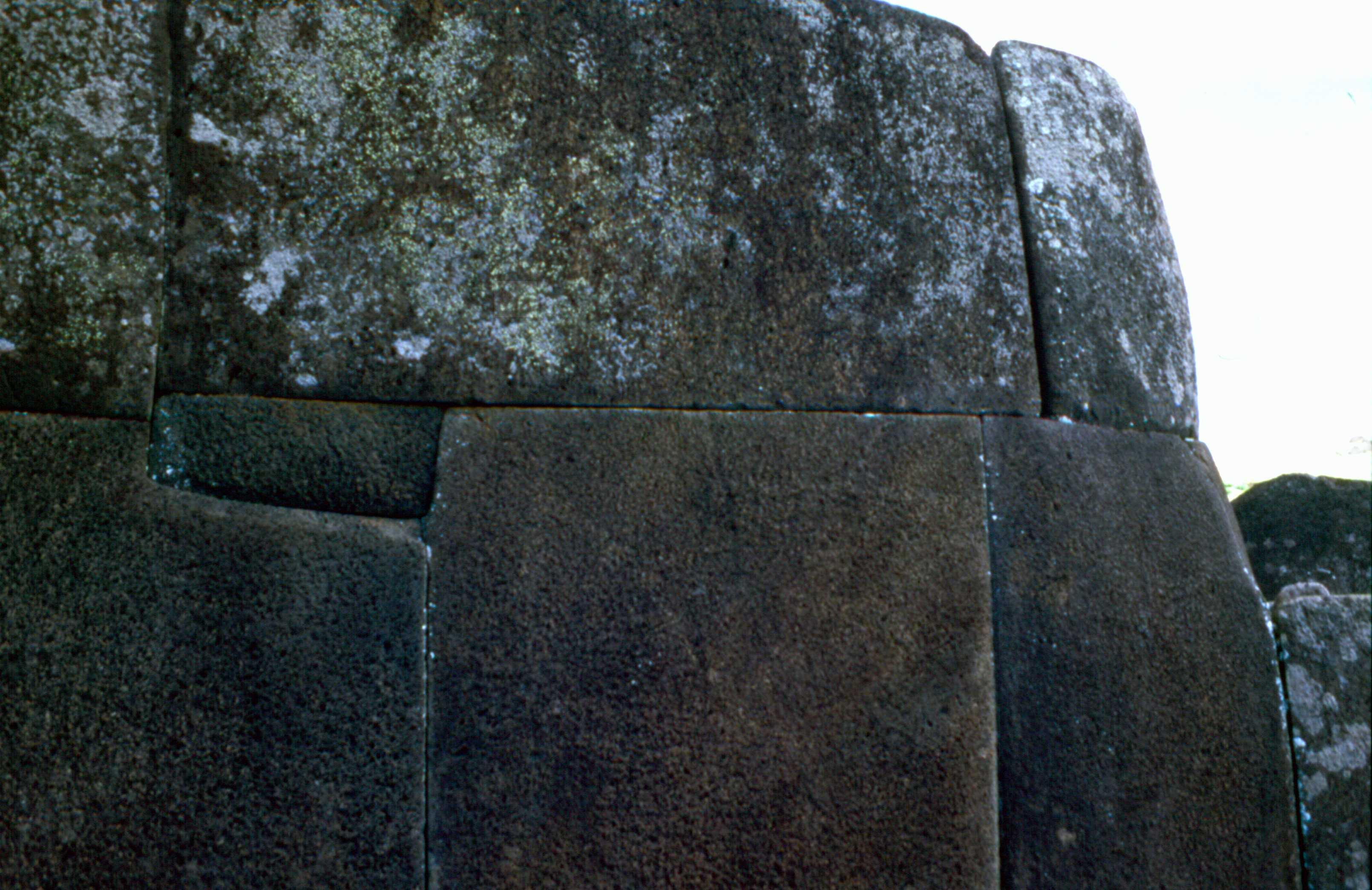
Dettagli del muro di Ahu Vinapu

Di fronte alla rampa c'è un piazzale rettangolare livellato, a volte fortificato, che serviva a scopi rituali tramite cerchi in pietre chiamati "Paina". La piazza cerimoniale è solitamente delimitata dall'area circostante con pietre segnaletiche. Qui si svolgevano le regolari cerimonie religiose.
“Come ho scoperto, si sono affidati completamente ai loro idoli, che sono stati eretti in gran numero sulla spiaggia. Gli caddero davanti e l'adorarono. Questi idoli erano tutti scolpiti nella pietra, a forma di umano, con lunghe orecchie. La testa era ornata da una corona. Il tutto è stato fatto ad arte, cosa di cui siamo rimasti molto sorpresi. Intorno a questi idoli furono poste pietre bianche larghe da venti a trenta passi".
- Carl Friedrich Behrens

Durante gli scavi archeologici, sono state scoperte fosse murate sulla parete posteriore di alcune piattaforme, che fungevano da crematori.
“Nella parte posteriore della piattaforma, abbassati di alcuni gradini su un terrazzo leggermente in pendenza, che termina con un muretto basso, si innalza un muro quadrato che sporge un po' 'sopra il livello del suolo, come se fosse collegato alla piattaforma. I resti umani riempiono la camera interna e le ossa sono sparse tra le pietre sciolte della piattaforma e le loro pendici".
- William J. Thomson 
Se questi siti di cremazione siano un'aggiunta successiva o siano già stati inclusi nella costruzione dell'Ahu è controverso.
Forse le camere funerarie (chiamate "Avanga") erano aggiunte tardive
Le dimensioni e le proporzioni degli Ahu e il numero di statue non sono soggetti ad alcuna regolarità riconoscibile. Ci sono sia grandi ahu lunghe oltre 100 metri che statue di pietra alte fino a dieci metri, così come piattaforme con una sola piccola figura. La maggior parte delle piattaforme supporta solo una o due statue; quelle con più figure sono rare. La pianta più grande è l'Ahu Tongariki con una lunghezza di 145 metri e 15 moai. Si può presumere che a capo della società tribale i clan in piedi dell'Isola di Pasqua rendessero visibile il loro potere attraverso le dimensioni della piattaforma, il numero di statue e la cura dell'esecuzione.
La maggior parte degli Ahu si trova sulla costa settentrionale dell'isola di Pasqua, ma le strutture più grandi e meglio attrezzate si trovano principalmente nel sud.

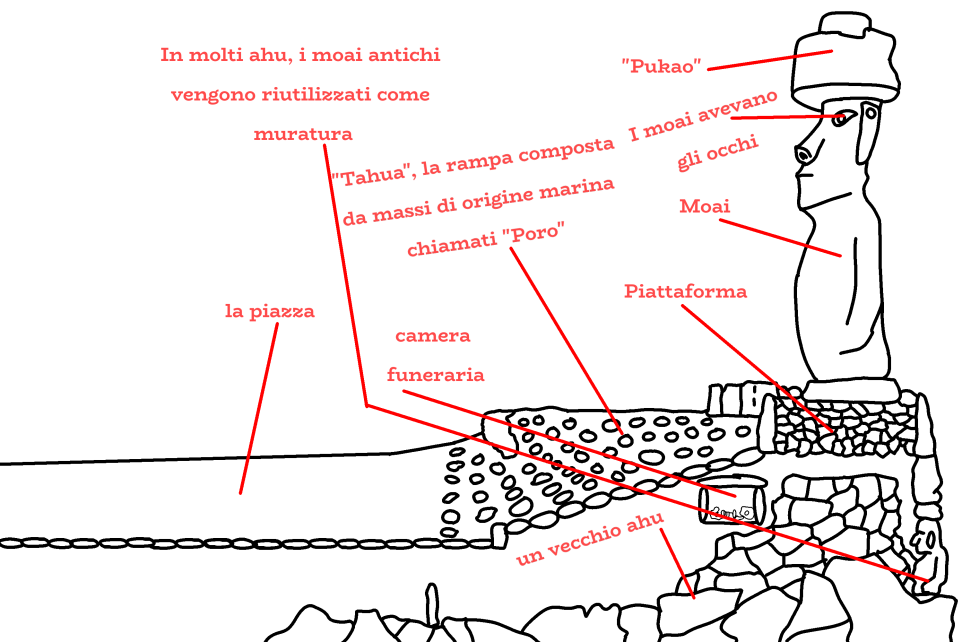
Descrizione di un'ahu

Con poche eccezioni, le piattaforme cerimoniali dell'Isola di Pasqua si trovano sulla costa, per la maggior parte entro un raggio di 500 metri dalla linea di marea. Nel periodo classico furono sempre associati a un insediamento. C'era una chiara classifica alla distanza tra gli edifici residenziali e il complesso cerimoniale, che rifletteva la società strettamente gerarchica della Polinesia. Più vicino all'ahu erano le case paenga, case particolarmente elaborate che ricordano barche capovolte (ricordiamoci che in alcuni ahu si trovavano delle rampe che portano verso il mare che venivano usate per far scivolare le canoe, ad esempio ad "ahu tahai"), dei capi e dei sacerdoti con un piazzale pavimentato e forni di terra (umu) e le case dei polli in pietra associate (hare moa), Seguiti dai, particolarmente fertili campi protetti da muretti (simile ai Zocos in Lanzarote). Solo dietro di essa, più all'interno dell'isola, c'erano le case costruite più semplicemente dei membri tribali ordinari nel mezzo delle restanti aree coltivate. Questa disposizione mostra che l'ahu non serviva solo a scopi religiosi, ma anche politici di potere e rappresentativi.
Riassumendo, Gli elementi classici che caratterizzano un'ahu sono: 
- posteriore di contenimento alto diversi piedi, solitamente rivolto verso il mare
- Una parete frontale realizzata con lastre rettangolari di basalto
- Una fascia di scorie rosse che scavalcava la parete frontale (piattaforme costruite dopo il 1300)
- Una rampa inclinata nella parte interna della piattaforma, che si estende verso l'esterno come ali
- Una pavimentazione di pietre rotonde di dimensioni uniformi chiamate poro
- Un allineamento di pietre prima della rampa
- Una piazza lastricata prima dell'ahu. Questo è stato chiamato marae
- Dentro l'ahu c'era un pieno di macerie.

Oltre a molti ahu sarebbero stati:
- Moai su "piedistalli" squadrati che guardano verso l'interno, la rampa con il poro davanti.
- Pukao o Hau Hiti Rau sulle teste dei moai (piattaforme costruite dopo il 1300).
- Quando si svolgeva una cerimonia, "occhi" venivano posti sulle statue. Il bianco degli occhi era di corallo, l'iride di ossidiana o di scoria rossa.

Uno degli esempi di più alta qualità di muratura in pietra dell'isola di Pasqua è il muro posteriore dell'ahu a Vinapu. Realizzato senza malta modellando rocce basaltiche dure fino a 7 tonnellate per abbinarsi esattamente tra loro, ha una somiglianza superficiale con alcuni muri di pietra Inca in Sud America. 

### Ahu Poe Poe
Localizzati a nord dell'isola, oggi se ne trovano solo 12.
Hanno una tipica forma a "Barchetta": Una struttura rettangolare allungata e con le estremità appuntite e rialzate leggermente, come se fossero prua e poppa di una barca (canoa) 
Normalmente hanno un'avanga, una camera sepolcrale, lungo la struttura, collegata al soffitto tramite una serie di entrate.
Esistono anche varianti a forma di "Cuneo" orientata verso perpendicolarmente verso la costa.

## Età
Studi archeologici hanno dimostrato che le piattaforme cerimoniali sono state estese, ampliate o ricostruite nel corso di generazioni, spesso riutilizzando materiale più antico. Ciò rende estremamente difficile la datazione dei singoli sistemi.
Le date al radiocarbonio indicano che il primo periodo di erezione è compreso tra il 1000 e il 1100 d.C. Sono disponibili anche date precedenti, ma non possono essere collegate inequivocabilmente agli edifici. Secondo gli studi archeologici, il fulcro dell'attività di costruzione fu nel XIV e XV secolo. Probabilmente non furono costruite nuove strutture dopo il 1650 d.C.

## Stato attuale

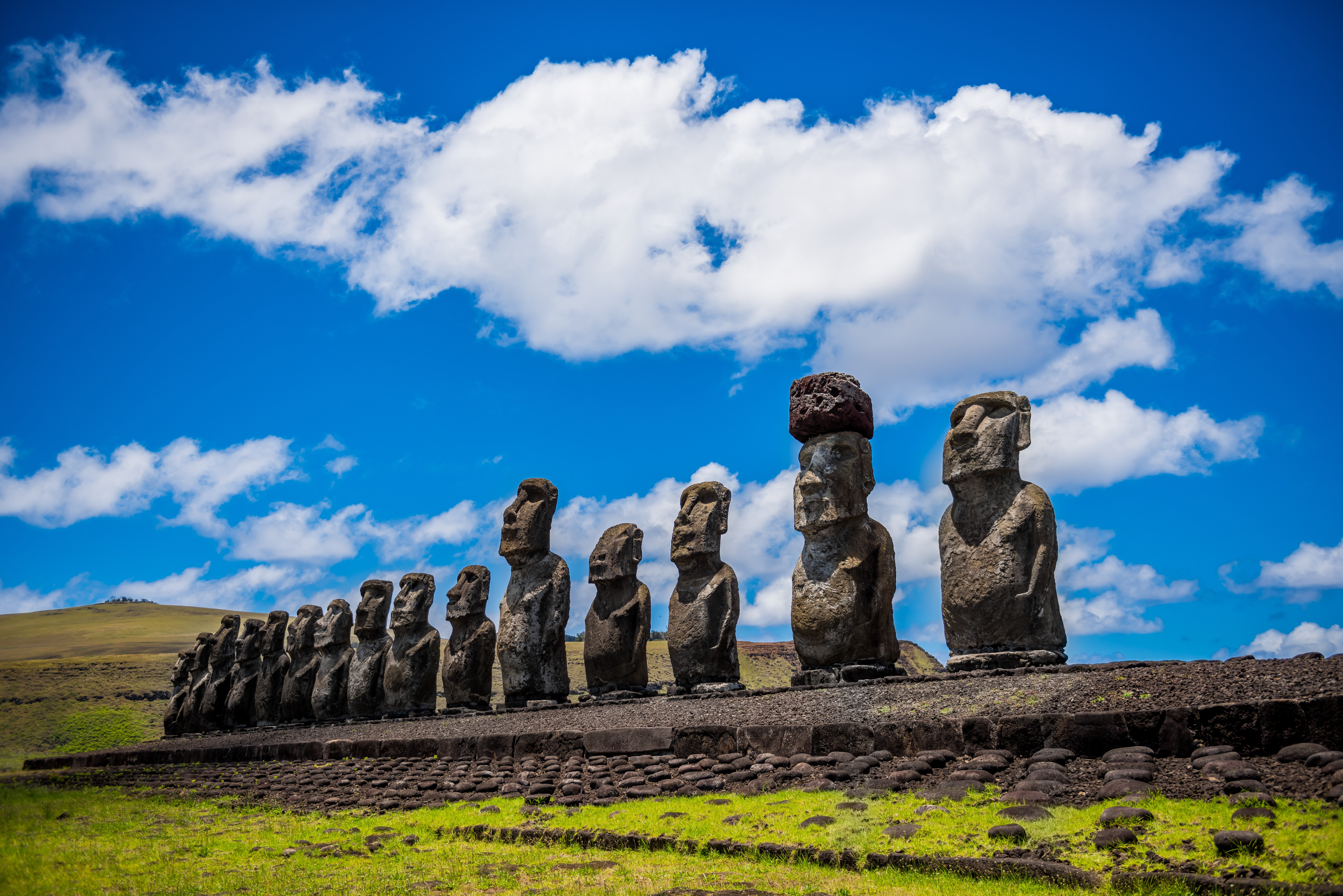
Ahu

A un certo punto tra la scoperta dell'Isola di Pasqua da parte dell'olandese Jakob Roggeveen nel 1722 e la visita di James Cook nel 1774, iniziò la distruzione sistematica dell'Ahu da parte degli stessi isolani. A metà del XIX secolo non c'erano più piattaforme cerimoniali intatte sull'isola di Pasqua. Nonostante la ricerca intensiva, le cause sono ancora controverse oggi. I motivi addotti includono quanto segue:
- Guerra civile e conflitti interni
- Declino culturale dovuto all'influenza degli europei
- distruzione ecologica seguita dalla carestia
- Assunzione del potere da parte di una casta guerriera
- Cambio di un'altra religione
- Terremoti e tsunami.

La maggior parte dei complessi cerimoniali dell'isola di Pasqua sono ancora "distrutte", cioè con piattaforme che sono state più o meno distrutte e moai ribaltate. Alcuni ahu sono stati ricostruiti utilizzando la tecnologia moderna dagli anni '50. Particolarmente degno di nota sulla costa meridionale è l'Ahu Tongariki, ricostruito negli anni '60, con quindici moai verticali di dimensioni impressionanti, il più grande complesso cerimoniale del Pacifico. Il ben conservato Ahu Vinapu con le sue pietre accuratamente montate è un esempio particolarmente bello dell'architettura del periodo classico della cultura dell'isola di Pasqua.

## Utilizzo di un'Ahu
Come accennato poc'anzi, "centro politico, sociale e (soprattutto) religioso delle varie tribù che vivevano nell'isola" nonché "Era un luogo in cui si svolgevano molti raduni: Cerimonie, riti funebri, feste per i raccolti agricoli e la distribuzione del cibo".
Gli ahu come recinti mortuari, avevano restrizioni sacre (tapu) ed erano importanti centri religiosi, politici ed economici. La popolazione più importante e di posizioni importanti nella gerarchia di questa città viveva vicino alle piattaforme, mentre il resto della popolazione viveva nell'interno dell'isola, quindi si può dedurre che gli ahu ei loro moai erano esclusivi una parte della popolazione. Nell'ahu venivano eseguiti i processi mortuari, preceduti da un sacerdote ufficiale degli ahu chiamato timo, la cui insegna era il rapa(una specie di pagaia con due pale di 50 cm circa con dettagli scolpiti che simulano un volto umano), si occupava della cremazione dei corpi dietro le piattaforme per la popolazione comune dell'isola.
Nel caso di una persona di alto rango come il re, i morti erano avvolti in speciali sudari (takapau) di fibra di mahute o un grande mantello nua per avvolgere il corpo del defunto. Successivamente è stato posto sulla parte anteriore della piattaforma chiamata tahua, su una cinghia di palo (gamma) in posizione orizzontale. Nel corso di 1-2 anni, con il lavoro di sacerdoti speciali per questo, le ossa furono separate dalla carne e depositate nelle cavità funerarie dell'ahu (avanga) e poi furono ricoperte di pietre e terra. Tutto questo pronto è stato seguito con il posizionamento del moai corrispondente.

### Utilizzo astronomico

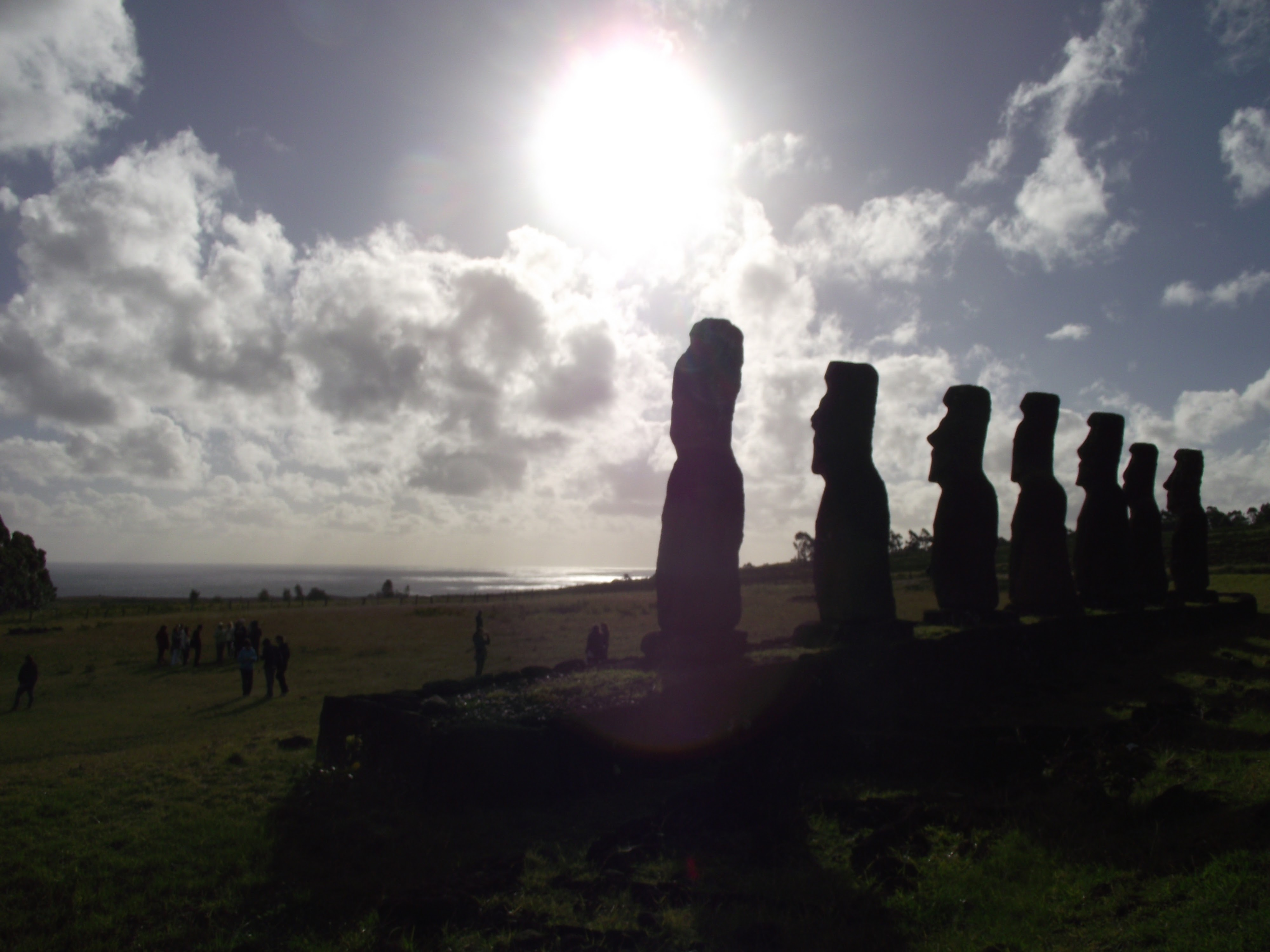
Ahu akivi, La particolare caratteristica di questo ahu e che l'asse della piattaforma era orientato da nord a sud, essendo perfettamente perpendicolare al movimento del sole negli equinozi d'autunno e di primavera.

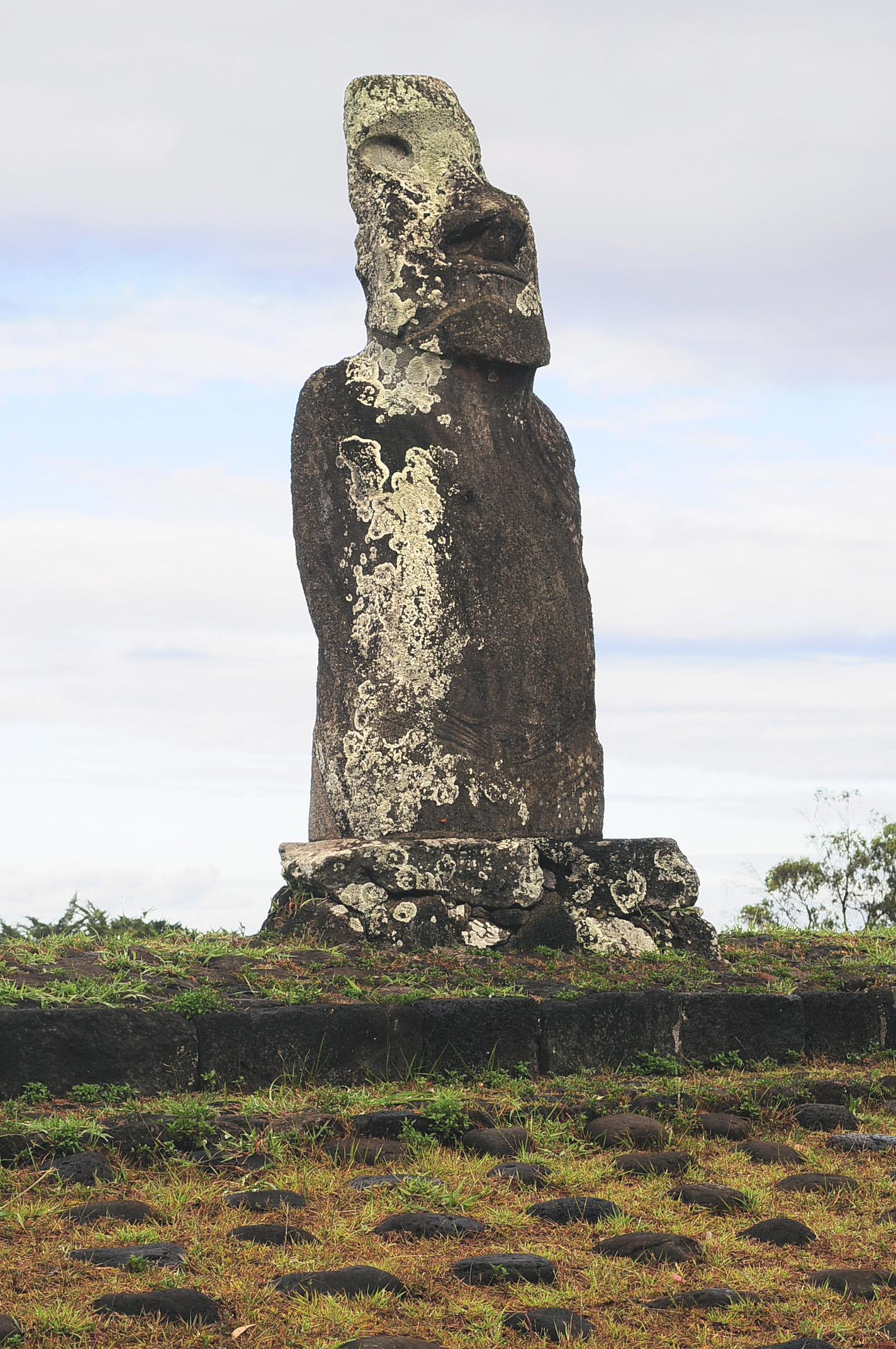
l'Ahu Huri A Urenga, orientato all'alba dietro il Poike nel solstizio d'inverno, il giorno più corto dell'anno nell'emisfero meridionale, verso 21 giugno;

Un altro uso dato a queste costruzioni era relativo ad un orientamento astronomico, all'allineamento con l'uscita del sole o delle stelle e delle costellazioni importanti per determinare i periodi dell'anno e il luogo temporaneo per l'istituzione di divieti permanenti o stagionali dell'agricoltura, della pesca, colture e altri settori della vita quotidiana e sociale. 
Secondo i moderni studi astronomici, circa 20 ahu erano intenzionalmente orientati con un senso astronomico, in modo che il moai guardasse l'alba o il tramonto ai solstizi o agli equinozi.
Nel calendario ancestrale rapanui l'inizio dell'anno inizia a metà giugno con il solstizio d'inverno, con l'uscita delle Pleiadi (noto come Matariki sull'isola di Pasqua) e con solo due diverse stagioni stagionali: inverno (tonga) ed estate (tempo). Gli ahus situati all'interno dell'isola come l'Ahu Akivi (a est di Rapa Nui) e l'Huri A Urenga (vicino a Hanga Roa) svolgono queste funzioni.